# Sextonia rubra
Sextonia rubra är en lagerväxtart som först beskrevs av Carl Christian Mez, och fick sitt nu gällande namn av Van der Werff. Sextonia rubra ingår i släktet Sextonia och familjen lagerväxter. Inga underarter finns listade i Catalogue of Life.